# Export Home
A Export Home é a maior feira profissional de mobiliário, iluminação, estofos e artigos para a casa que se realiza em Portugal e uma das mais importantes a nível europeu. Decorre no Grande Porto, no recinto da Exponor, em Leça da Palmeira, Matosinhos.
A Export Home realizou-se pela primeira vez em 1988. A edição de 2010 teve lugar entre 2 e 6 de Março, contou com 163 empresas expositoras, distribuídas por mais de 15.960 metros quadrados de área, e atingiu as 15.701 visitantes profissionais, das quais 2 mil eram compradores internacionais, provenientes de (por ordem decrescente de número de visitantes): Espanha, França, Bélgica, Itália e Rússia.
A próxima edição da Export Home irá decorrer entre 22 e 27 de Fevereiro de 2011.
A partir de 2009 a Export Home passou a ter uma edição, também anual, no recinto da Feira Internacional de Luanda, Angola, com a designação Export Home Angola.